# 第64回日本選手権競輪
第64回日本選手権競輪（だい64かいにほんせんしゅけんけいりん）は、2011年3月1日から6日まで、名古屋競輪場にて開催された、競輪のGI競走である。

## 決勝戦

### 成績
- 3月6日（日） 16:30 第11レース[1][2]
- 誘導員…島野浩司（愛知）

| 着順 | 車番 | 選手       | 登録地 | 着差    | 決まり手 | 上がり(秒) | H/B | 特記     |
| ---- | ---- | ---------- | ------ | ------- | -------- | ---------- | --- | -------- |
| 1    | 3    | 村上義弘   | 京都   |         | 捲り     | 11.5       |     |          |
| 2    | 1    | 山口幸二   | 岐阜   | 3/4車身 | マーク   | 11.4       |     |          |
| 3    | 2    | 兵藤一也   | 群馬   | 1/8車輪 |          | 11.1       |     |          |
| 4    | 9    | 松岡貴久   | 熊本   | 2車身   |          | 11.3       |     |          |
| 5    | 6    | 山内卓也   | 愛知   | 3/4車身 |          | 11.7       |     |          |
| 6    | 5    | 鈴木謙太郎 | 福島   | 3/4車輪 |          | 11.9       | HB  |          |
| 7    | 8    | 太田真一   | 埼玉   | 大差    |          | 12.9       |     |          |
| 8    | 7    | 市田佳寿浩 | 福井   | 大差    |          |            |     | 落車再入 |
| 失格 | 4    | 長塚智広   | 茨城   |         |          |            |     | 押圧     |

### 配当金額
| 枠番二連勝複式 | 1=3   | 560円  |
| 枠番二連勝単式 | 3-1   | 630円  |
| 車番二連勝複式 | 1=3   | 570円  |
| 車番二連勝単式 | 3-1   | 620円  |
| 三連勝複式     | 1=2=3 | 2720円 |
| 三連勝単式     | 3-1-2 | 4650円 |
| ワイド         | 1=3   | 280円  |
| ワイド         | 2=3   | 550円  |
| ワイド         | 1=2   | 1400円 |

### レース概要
最終バックから仕掛けた村上が4角手前で鈴木を捲り切り、押し切って優勝。ダービー初制覇で8年ぶりのGI制覇をで達成した。
4位入線の長塚は、残り2周で市田が転倒に至った押圧で失格。

## 特記事項
- 名古屋競輪場での日本選手権競輪開催は、宮本義春が優勝した1950年の第3回大会以来61年ぶり2回目。

- 決勝戦の地上波中継は　『風になるまで走れ！4』テレビ東京《TXN系列6局ネット》。また独立UHF局系列向けにも五日目・最終日にCS放送の同時ネットを行った。

- なお、グランドスラムに最も近い山崎芳仁は準決勝で敗退した。

- 六日間の総売上は162億4153万3700円で、目標額の155億円を上回った。